# Larissa Nikolajewna Kurkina
Larissa Nikolajewna Kurkina (russisch Лариса Николаевна Куркина; * 18. Dezember 1973 in Brjansk) ist eine ehemalige russische Skilangläuferin.

## Werdegang
Kurkina startete erstmals im Weltcup im Januar 2003 in Kavgolovo und belegte dabei den 52. Platz über 5 km Freistil. Zu Beginn der Saison 2003/04 holte sie in Kuusamo mit dem 26. Platz über 10 km klassisch und den 23. Rang im 15-km-Skiathlon ihre ersten Weltcuppunkte. Beim Weltcup in Davos erreichte sie mit dem dritten Platz mit der Staffel ihre erste Weltcuppodestplatzierung. Im Februar 2004 holte sie in La Clusaz mit der Staffel ihren ersten Weltcupsieg. Im selben Monat errang sie in Umeå den zweiten Platz mit der Staffel. Zum Saisonende kam sie in Lahti zusammen mit Olga Sawjalowa auf den dritten Platz im Teamsprint. Die Saison beendete sie auf den 17. Platz im Gesamtweltcup und den 14. Rang im Distanzweltcup. Die folgende Saison begann sie mit drei neunten Plätzen bei Einzelrennen. Beim Weltcup in Lago di Tesero holte sie mit der Staffel ihren zweiten Weltcupsieg. Bei den Nordischen Skiweltmeisterschaften 2005 in Oberstdorf gewann sie Silber mit der Staffel. Ihre beste Platzierung im Einzel war der fünfte Rang im 30-km-Massenstartrennen. Zum Saisonende kam sie in Falun auf den dritten Rang mit der Staffel und erreichte den 20. Platz im Gesamtweltcup und den 15. Rang im Distanzweltcup. Bei den Olympischen Winterspielen 2006 holte sie Gold ebenfalls mit der Staffel. Zu Beginn der Saison 2007/08 belegte sie in Davos den dritten Platz mit der Staffel. Die Tour de Ski 2007/08 und Tour de Ski 2008/09 beendete sie jeweils auf den 20. Platz. Ab der Saison 2007/08 bis 2012 nahm sie vorwiegend an Wettbewerben des Eastern-Europe-Cup teil. Dabei holte sie Februar 2009 in Rybinsk ihren einzigen Sieg und erreichte in der Saison 2008/09 den dritten Platz in der Cupgesamtwertung.
Kurkina nahm an 60 Weltcupeinzelrennen teil und kam dabei 15-mal unter den ersten Zehn. Ihre beste Einzelplatzierung im Weltcup war der fünfte Platz im Februar 2004 in Oberstdorf und im Januar 2008 in Canmore jeweils im 15-km-Skiathlon.

## Erfolge

### Weltcupsiege im Team
| Nr. | Datum             | Ort            | Disziplin          |
| --- | ----------------- | -------------- | ------------------ |
| 1.  | 7. Februar 2004   | La Clusaz      | 4 × 5 km Staffel 1 |
| 2.  | 12. Dezember 2004 | Lago di Tesero | 4 × 5 km Staffel 2 |

### Siege bei Continental-Cup-Rennen
| Nr. | Datum            | Ort     | Disziplin       | Serie              |
| --- | ---------------- | ------- | --------------- | ------------------ |
| 1.  | 20. Februar 2009 | Rybinsk | 10 km klassisch | Eastern-Europe-Cup |

## Teilnahmen an Weltmeisterschaften und Olympischen Winterspielen

### Olympische Spiele
- 2006 Turin: 1. Platz Staffel, 19. Platz 10 km klassisch

### Nordische Skiweltmeisterschaften
- 2005 Oberstdorf: 2. Platz Staffel, 5. Platz 30 km klassisch Massenstart, 9. Platz 15 km Skiathlon, 20. Platz Sprint klassisch

## Platzierungen im Weltcup

### Weltcup-Statistik
Die Tabelle zeigt die erreichten Platzierungen im Einzelnen.
- 1.–3. Platz: Anzahl der Podiumsplatzierungen
- Top 10: Anzahl der Platzierungen unter den ersten zehn
- Punkteränge: Anzahl der Platzierungen innerhalb der Punkteränge
- Starts: Anzahl gelaufener Rennen in der jeweiligen Disziplin
- Hinweis: Bei den Distanzrennen erfolgt die Einordnung gemäß FIS.

| Platzierung         | Distanzrennen a | Distanzrennen a | Distanzrennen a | Distanzrennen a | Distanzrennen a | Skiathlon Verfolgung | Sprint | Etappen- rennen b | Gesamt | Team c | Team c  |
| Platzierung         | ≤ 5 km          | ≤ 10 km         | ≤ 15 km         | ≤ 30 km         | > 30 km         | Skiathlon Verfolgung | Sprint | Etappen- rennen b | Gesamt | Sprint | Staffel |
| ------------------- | --------------- | --------------- | --------------- | --------------- | --------------- | -------------------- | ------ | ----------------- | ------ | ------ | ------- |
| 1. Platz            |                 |                 |                 |                 |                 |                      |        |                   |        |        | 2       |
| 2. Platz            |                 |                 |                 |                 |                 |                      |        |                   |        |        | 1       |
| 3. Platz            |                 |                 |                 |                 |                 |                      |        |                   |        | 1      | 3       |
| Top 10              |                 | 9               | 1               | 2               |                 | 4                    |        |                   | 16     | 1      | 13      |
| Punkteränge         | 2               | 30              | 5               | 3               |                 | 15                   | 5      | 2                 | 62     | 1      | 13      |
| Starts              | 4               | 32              | 5               | 3               |                 | 16                   | 13     | 2                 | 75     | 1      | 13      |
| Stand: Karriereende |                 |                 |                 |                 |                 |                      |        |                   |        |        |         |

### Weltcup-Gesamtplatzierungen
| Saison  | Gesamt | Gesamt | Distanz | Distanz | Sprint | Sprint |
| Saison  | Punkte | Platz  | Punkte  | Platz   | Punkte | Platz  |
| ------- | ------ | ------ | ------- | ------- | ------ | ------ |
| 2003/04 | 357    | 17.    | 325     | 14.     | 32     | 39.    |
| 2004/05 | 246    | 20.    | 231     | 15.     | 15     | 53.    |
| 2005/06 | 85     | 50.    | 85      | 34.     | -      | -      |
| 2006/07 | -      | -      | -       | -       | -      | -      |
| 2007/08 | 242    | 26.    | 187     | 22.     | 11     | 57.    |
| 2008/09 | 141    | 38.    | 97      | 31.     | -      | -      |
| 2009/10 | 18     | 95.    | 18      | 68.     | -      | -      |